# La Java aux étoiles
 (mai 2020).
Si vous disposez d'ouvrages ou d'articles de référence ou si vous connaissez des sites web de qualité traitant du thème abordé ici, merci de compléter l'article en donnant les références utiles à sa vérifiabilité et en les liant à la section « Notes et références ».

La Java aux étoiles est une chanson composée et écrite par Jean Villard. Elle est interprétée par Line Viala en 1938 avec l'orchestre de Marcel Cariven)